# Воловик (рослина)
Воловик (Anchusa) — рід квіткових рослин з родини шорстколистих (Boraginaceae). Рід містить 34 види, які ростуть у Євразії та Африці.

## Біоморфологічна характеристика
Це однорічні, дворічні та багаторічні, зазвичай трав'янисті рослини. Листки прості чи хвилясті, вкриті жорсткими волосками. Малі радіально-симетричні квітки сапфірово-блакитного кольору довго зберігають свій колір. Рослини мають численні квітки з 5 чашолистками, з'єднаними біля основи, і 5 пелюстками, які утворюють вузьку трубку, звернену вгору. Квітки ростуть у кількох пазушних клубочках, простих або розгалужених або зібраних на кінці. Плоди — горішки. Квіти часто відвідують бджоли. Рослини зазвичай використовують у альпінаріях.